# Niclas Andersén (cầu thủ bóng đá)
Niclas Andersén (sinh ngày 5 tháng 8 năm 1992) là một cầu thủ bóng đá người Thụy Điển thi đấu cho GAIS ở vị trí hậu vệ.